# Podocita
I podociti sono cellule altamente differenziate; si trovano nel nefrone, all'interno della capsula di Bowman, appaiono come elementi stellati, con il corpo voluminoso e rigonfio che sporge nello spazio capsulare e con numerosi prolungamenti (i processi maggiori) che abbracciano i capillari glomerulari al pari dei tentacoli di una piovra, affiancandosi agli analoghi podociti adiacenti. Sono stati definiti nella loro struttura e nella loro disposizione soltanto attraverso il microscopio elettronico.
Dai processi maggiori si distacca un numero notevole di prolungamenti sottili e brevi che prendono il nome di pedicelli o piedi terminali. I pedicelli sono leggermente dilatati alla loro estremità, in corrispondenza della quale aderiscono alla superficie esterna della lamina basale dei capillari glomerulari; tale adesione non è sempre presente e lo spazio che si viene a creare fra i pedicelli e la lamina basale del capillare prende il nome di spazio subpodocitico.
Fra i pedicelli si stabiliscono delle fessure di filtrazione che comunicano con lo spazio subpodocitico, che a sua volta comunica con lo spazio capsulare del corpuscolo renale.
Tramite queste caratteristiche morfologiche e di organizzazione strutturale i podociti evitano che vengano filtrate sostanze e ioni che devono restare nel sangue; tutto ciò avviene tramite una filtrazione di tipo meccanico e di tipo elettrico
Insieme alla membrana basale e all'endotelio capillare, queste strutture formano la barriera di filtrazione renale.
Nel corpo cellulare del podocita, oltre al nucleo, si trovano numerosi mitocondri, complessi di Golgi, profili del reticolo endoplasmatico, lisosomi e fascetti di microfilamenti e microtubuli.
I podociti sono responsabili della sintesi della maggior parte dei componenti della membrana basale glomerulare. Il plasmalemma dei podociti è rivestito da uno spesso glicocalice, composto per lo più, probabilmente, da Podocalixina.